# سعيد شيم أونسال
سعيد شيم أونسال (بالتركية: Seyit Cem Ünsal)‏ هو لاعب كرة قدم تركي في مركز الوسط، ولد في 9 أكتوبر 1975 في Sarıoğlan ‏ في تركيا. لعب مع آلتاي إزمير وبطمان بترول سبور وشانلي أورفا سبور وطرابزون سبور وغنتشلربيرليغي وفانسبور وكايسري سبور وكوجالي سبور ونادي برشلونة ونادي سول.

## وصلات خارجية
- سعيد شيم أونسال على موقع اتحاد تركيا (لاعب) (الإنجليزية)
- سعيد شيم أونسال على موقع دوري كوريا الجنوبية (الإنجليزية)